# Balás Jenő
Balás Jenő, (Gyergyóremete, 1882. december – Budapest, 1938. március 6.) székely származású bányamérnök, kutató, a magyar bauxitbányászat úttörője. Jelentős vízszabályozási munkálatok tervezője.

## Élete
Elemi iskoláit Gyergyóremetén, középiskoláját Székelyudvarhelyen végezte, majd a Budapesti Műszaki Egyetemen és a Selmecbányai Bányászati Főiskolán tanult tovább.
1912-ben Kolozsváron önálló mérnöki tevékenységbe kezdett, megpróbálta a kis ércbányákat tömöríteni. Az első világháború idején erődépítési munkálatokat vezetett. Ezzel egyidőben a Jádvölgyi és Vaskóh vidéki bauxit lelőhelyeket tanulmányozta. 1919-ben a román hatóságok kiutasították Erdélyből. Budapesten az Országos Központi Árvizsgáló Bizottságnál, majd az Országos Munkaügyi Tanácsnál tevékenykedett.
1920-ban a Vértes és Bakony hegységben bauxit lelőhelyeket fedezett fel. Megállapította, hogy a bauxit triászkori fődolomiton helyezkedik el, amelyet eocén kori mészkőréteg fed. Kutatásainak központi helye Halimba, Bodajk és Gánt környéke volt. 1922-1923 között megszerezte magának a bányajogosítványokat, melyeket eladott a későbbi Bauxit Trösztnek. 1934-ben a Velencei-tó, a Balaton és a Sió szabályozását tervezte meg. Elkészítette a Budapesti hővizek hidrológiai rendszerét. Elévülhetetlen érdeme, hogy ő indította el Magyarországon a bauxit bányászatot. Ma is Európában gazdaságos bauxit kitermelés csak Görögországban és Magyarországon[forrás?] van.

## Emléke
1996-ban a csutakfalvi iskola felvette a nagy kutató nevét. A névadó ünnepélyen részt vettek az Országos Magyar Bányászati és Kohászati Egyesület, a Szakminisztérium, a székesfehérvári Alumíniumipari Múzeum, valamint a mosonmagyaróvári és kecskeméti Színesfémipari Üzemek Küldöttsége.

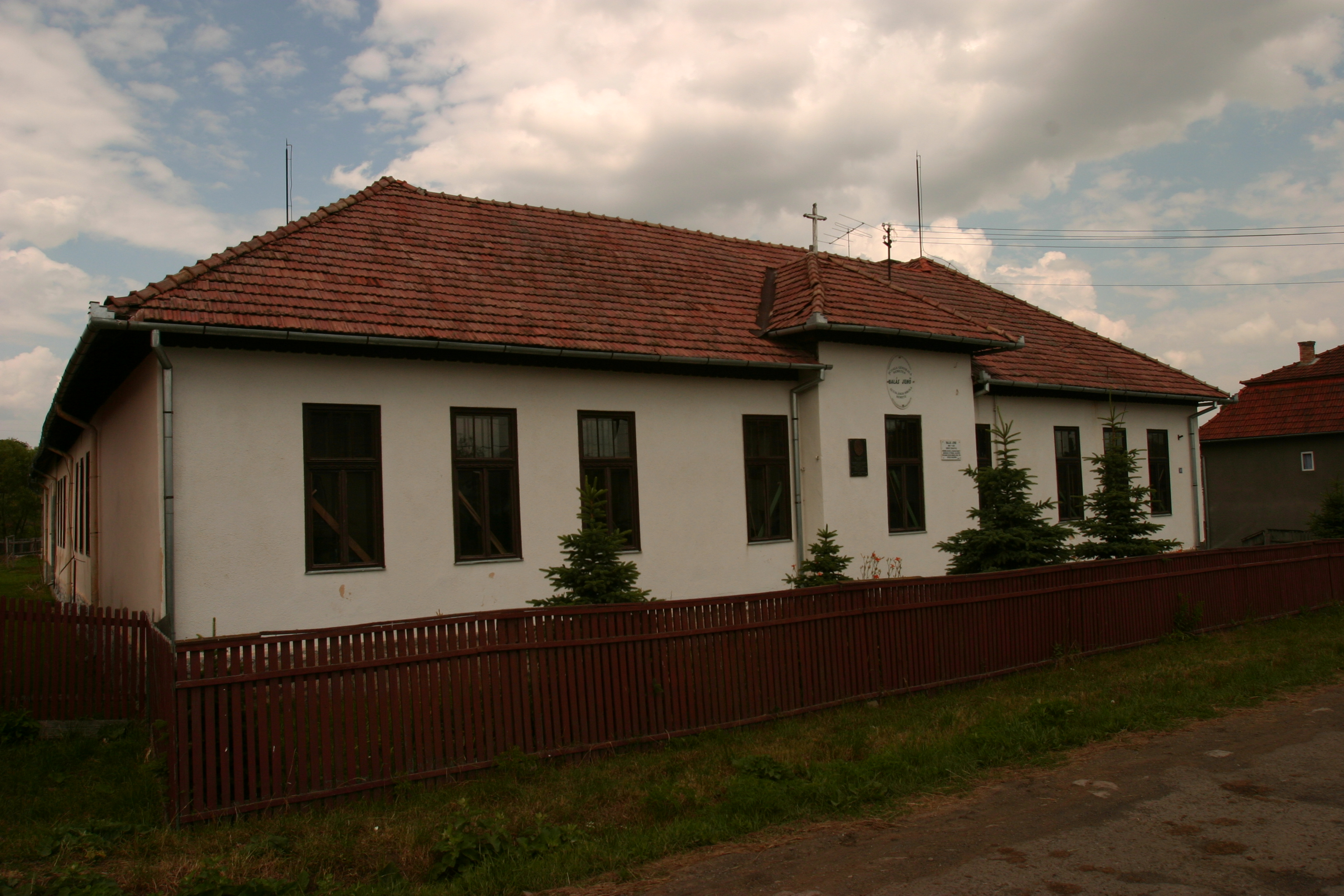
A róla elnevezett iskola Gyergyóremetén

1998-ban Gánt község önkormányzata Balás Jenő szellemi örökségének ápolásaként Emlékszobát létesített és emléktáblát helyezett el. Az ünnepségen részt vett a remetei önkormányzat és az iskola küldöttsége.
1999 szeptemberében az Országos Magyar Bányászati és Kohászati Egyesület és Tapolcai Bauxit RT. a csutakfalvi iskola épületén emléktáblát helyezett el Balás Jenő domborműves alakjával.

## Műve
- "Budapest fürdőváros" alapjai (Székesfehérvár, 1936)